# Ambatolaona
Ambatolaona är en ort i Madagaskar.   Den ligger i regionen Analamanga, i den centrala delen av landet, 40 km öster om huvudstaden Antananarivo. Ambatolaona ligger 1 403 meter över havet och antalet invånare är 5 000.
Terrängen runt Ambatolaona är kuperad åt nordost, men åt sydväst är den platt. Runt Ambatolaona är det ganska tätbefolkat, med 60 invånare per kvadratkilometer. Närmaste större samhälle är Manjakandriana, 10,7 km väster om Ambatolaona. I omgivningarna runt Ambatolaona växer i huvudsak städsegrön lövskog.